# Kinnula
Kinnula este o comună din Finlanda.